# Low Complexity Subband Codec
Der Low Complexity Subband Codec (SBC) ist ein Audio-Codec, der im Funkstandard Bluetooth definiert wurde und auch überwiegend dort genutzt wird. SBC muss im Bluetooth-Profil A2DP (Advanced Audio Distribution Profile) obligatorisch unterstützt werden.
SBC stellt eine komprimierte verlustbehaftete Kodierung von Audiosignalen ähnlich dem MP3-Format dar. Der SBC ist frei von Lizenzgebühren, solange er für Bluetooth verwendet wird. Außerdem erfordert die Kodierung in dieses Format keine hohen Ansprüche an die Rechenleistung. SBC-Encoder verwenden üblicherweise Bitraten von bis zu 345 kBit/s bei einer Abtastrate von 48 kHz.
Der Nachfolger  LC3 wurde von der Bluetooth Special Interest Group 2020 vorgestellt.